# Free Presbyterian Church of Scotland
De Free Presbyterian church of Scotland (Schots Gaelic:  An Eaglais Shaor Chlèireach) is een klein orthodox-protestants kerkgenootschap in (hoofdzakelijk) Schotland. Het kerkverband heeft 45 gemeenten, waarvan 29 in Schotland en is ontstaan in 1893 uit de Free Church of Scotland. De gemeenten lijken sterk op de Engelse Strict Baptists en bijvoorbeeld de Nederlandse bevindelijk gereformeerde kerken, onder meer vanwege de hoofdbedekking bij vrouwen en het afwijzen van televisie. In de kerken worden enkel psalmen gezongen, geen gezangen.
Behalve de Schotse gemeenten zijn er gemeenten in Engeland (3), Noord-Ierland (1), Canada (3), Verenigde Staten (1), Australië (3), Nieuw-Zeeland (4), Singapore (1), Oekraïne (1) en Zimbabwe (5). De Schotse gemeenten bevinden zich hoofdzakelijk in de Schotse Hooglanden en op de eilanden aan de westkust. 
Het aantal leden is niet bekend, omdat alleen volwassen avondmaalsgangers als lid worden meegeteld. In Schotland zijn dit er circa 1.200. Door zendingsactiviteiten is in Zimbabwe de Reformed Presbyterian Church of Malawi ontstaan. Deze kerk telt ruim 20.000 leden. De zendingsactiviteiten werden ondersteund door onder meer de Nederlandse Oud Gereformeerde Gemeenten.
Voor een lijst van de Britse gemeenten zie: Lijst van Britse gemeenten van de Free Presbyterian Church of Scotland.

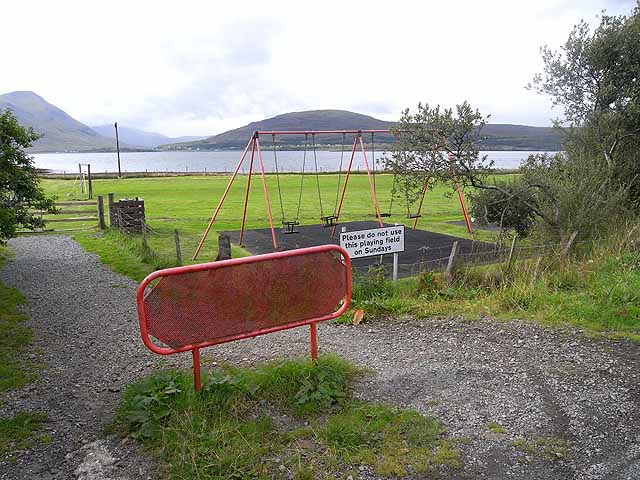
De invloed van de FP Church is te merken op het eiland Raasay, waar deze kerk de grootste is. Op de foto een speeltuin met de tekst: Please do not use this playing field on Sundays